# Всеукраинское общество революционных музыкантов
Всеукраинское общество революционных музыкантов (укр. Всеукраїнське товариство революційних музикантів, ВУТОРМ) — музыкально-общественная организация, действовавшая в Украине в 1928—1931 годах. Образовалась в результате реорганизации музыкального общества им. Н. Леонтовича. Объединяла композиторов и музыкантов-исполнителей. Руководство культивировало «групповщину и администрирование», что не способствовало развитию музыкальной жизни в стране. К 1931 году большинство вутормовцев перешли к новосозданной организации «Пролетмуз». Всеукраинское общество революционных музыкантов прекратило свою деятельность после постановления ЦК ВКП (б) от 23 апреля 1932, которое узаконивало административное вмешательство в творческий процесс. Все музыкальные организации были ликвидированы, а музыканты, которые поддерживали платформу компартии, объединились в единый Союз композиторов Украины (1932).